# Nuova AMG Sebastiani Basket Rieti
Sebastiani Rieti je talijanski košarkaški klub iz grada Rietija.Trenutno igra u 2. talijanskoj ligi (LegA Duo).

## Uspjesi
Kup Radivoja Koraća
- Pobjednik: 1980.
- Finalist: 1979.

## Prijašnja imena kluba
- Brina AMG Sebastiani Basket
- Arrigoni AMG Sebastiani Basket
- Ferrarelle AMG Sebastiani Basket
- Acqua Fabia AMG Sebastiani Basket
- Binova Cucine AMG Sebastiani Basket